# 9515 Dubner
9515 Dubner è un asteroide areosecante della fascia principale. Scoperto nel 1975, presenta un'orbita caratterizzata da un semiasse maggiore pari a 2,4234563 UA e da un'eccentricità di 0,2246909, inclinata di 23,70706° rispetto all'eclittica.
L'asteroide è dedicato all'astronoma argentina Gloria Dubner.